# Januária von Brasilien

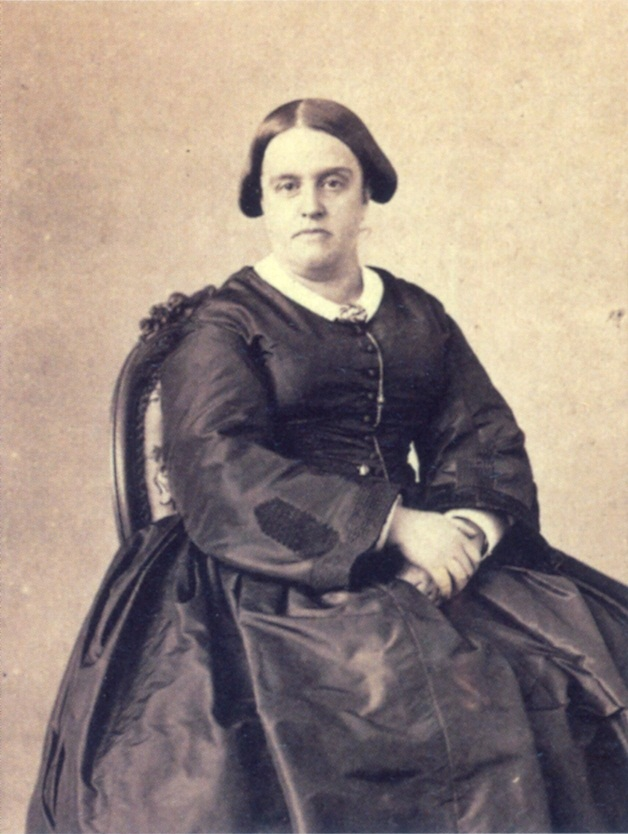
Prinzessin Januária von Brasilien

Januária von Brasilien (auch Januária Maria Joana Carlota Leopoldina Cándida Francisca Xavier de Paula Micaela Gabriela Rafaela Gonzaga de Bragança; * 11. März 1822 in Rio de Janeiro; † 13. März 1901 in Nizza) war eine Prinzessin von Brasilien und Infantin von Portugal.

## Leben
Januária wurde als Tochter des ersten Kaisers von Brasilien und späteren Königs von Portugal Peter I./IV. und seiner Gattin, der Erzherzogin Maria Leopoldine von Österreich, geboren.
Sie heiratete am 28. April 1844 in Rio de Janeiro Prinz Luigi von Bourbon-Sizilien, Conte di Aquila, einen Sohn von Francesco I. di Borbone, König beider Sizilien, und Maria Isabel de Borbón, Infantin von Spanien.
Prinzessin Januária starb 1901 mit 79 Jahren in Nizza und wurde auf dem Friedhof Père-Lachaise (Div 90) beigesetzt.

## Nachkommen
- Luigi di Borbone, Prinz von Bourbon-Sizilien (1845–1909)
- Isabella di Borbone (1846–1859)
- Filippo di Borbone (1847–1922)
- Emanuele di Borbone (1851–1851)